# Babur
Zāhir ud-Dīn Mohammad, comumente conhecido como Babur (14 de fevereiro de 1483 – 26 de dezembro de 1530) (do Hindi: ज़हिर उद-दिन मुहम्मद; também escrito como Zahiruddin, Zahiriddin, Muhammad, Bobur, Baber, Babar, etc.), foi um imperador muçulmano da Ásia Central que fundou a dinastia Mogol da Índia. Ele era um descendente direto de Tamerlão e também era um descendente de Gêngis Cã pelo lado materno, através de Chagatai Cã.